# Yohanna
Jóhanna Guðrún Jónsdóttir (n. 16 octombrie 1990 în Copenhaga, Danemarca), cunoscută publicului larg sub pseudonimul Yohanna, este o cântăreață de origine islandeză.
Debutul său internațional a fost marcat de albumul Butterflies and Elvis, lansat în prima jumătate a anului 2008 de casa de discuri Sound Factory. Albumul conține treisprezece cântece cu influențe din muzica pop, muzica clasică sau muzica de operă.
În mai 2009, interpreta a câștigat locul I la Söngvakeppni Sjónvarpsins (concursul de preselecție pentru Eurovision organizat de televiziunea națională islandeză) cu piesa „Is It True?”, obținând din partea publicului un cumul de 19.076 de voturi. Prin câștigarea acestei competiții, Yohanna a fost desemnată reprezentanta Islandei la Concursul Muzical Eurovision 2009, unde s-a clasat pe poziția secundă. Yohanna a mai participat la preselecțiile Eurovision Islanda din 2011 și 2013, însă nu s-a calificat. Yohanna ia o pauză de doi ani pentru a se concentra asupra studiilor.
La sfârșitul anului 2014 Yohanna a participat la „Jólatónleikar Fíladelfíu 2014”, iar în 2015 a lansat piesa „Find a better man”, alături de formația ROK.

## Biografie

### Copilăria și primele activități muzicale (1990—2004)
Jóhanna Guðrún Jónsdóttir îi are ca părinți pe electricianul Jón Sverrir Sverrisson și pe asistenta Margrét Steinþórsdóttir. Ea a manifestat o atracție puternică pentru muzică de la o vârstă relativ fragedă; conform propriilor declarații, Yohanna cânta și fredona diferite piese înainte de a putea vorbi corect gramatical. La vârsta de doi ani s-a mutat împreună cu familia în orașul Reykjavík. Șase ani mai târziu s-au stabilit în orașul-port Hafnarfjörður, locul în care Yohanna avea să cunoască succesul pentru prima dată.
La vârsta de opt ani, Yohanna a participat alături de șapte sute de copii la preselecțiile unui concurs local de muzică, unde a fost remarcată de profesoara de canto María Björk. Aceasta i-a oferit tinerei cântărețe un loc la școala sa de teorie muzicală pentru copii, unde Yohanna a putut învăța lucruri elementare în ceea ce privește interpretarea muzicii pop. Profesorii săi au fost uimiți de calitatea și finețea glasului său, dar și de controlul și maturitatea cu care își folosea ambitusul vocal generos în interpretarea diferitelor piese muzicale. Yohanna și-a impresionat ascultătorii și prin rapiditatea cu care memora liniile melodice, dar și prin modul în care adapta diverse cântece la propriul său stil interpretativ.
Cântăreața a intrat pentru prima oară într-un studio de înregistrări la vârsta de nouă ani, când a început să lucreze la primul său album. În anul 2000 i s-a lansat pe piața islandeză primul material discografic numit Jóhanna Guðrún 9, care, deși a fost imprimat într-un număr mic de exemplare, s-a bucurat de un succes semnificativ. Al doilea LP din cariera sa, Ég Sjálf, a fost lansat în anul următor, 2001, continuând seria de succese pe plan local. Spre sfârșitul anului 2003 a înregistrat un album de colinde numit Jól Með Jóhönnu, care a ajutat-o să își consolideze statutul de mică vedetă în Islanda. La vârsta de treisprezece ani, Yohanna era deja o interpretă de notorietate în această țară, cele trei albume înregistrate obținând mai multe discuri de platină la nivel național.

### Adolescența și debutul internațional (2005—2008)
| „Funny Thing Is” |
| |
| Yohanna dezvăluie două maniere diferite de interpretare: o voce caldă de-a lungul strofelor și un timbru puternic la refren. |

Coperta albumului de studio Butterflies and Elvis, lansat în prima parte a anului 2008.

În urma unei decizii luate de părinții și managerul său la începutul anului 2004, Yohanna și-a întrerupt activitățile muzicale publice pentru o perioadă de timp, pentru a își continua studiile. Având încă de la vârsta de treisprezece ani un contract încheiat cu reprezentantul casei de înregistrări Sony BMG, Tommy Motolla (cunoscut pentru colaborările sale cu interprete precum Mariah Carey, Diana Ross, Jennifer Lopez sau Thalía), cântăreața și-a petrecut adolescența în New York și Los Angeles alături de producători și instructori muzicali de renume.
Pe parcursul celor trei ani petrecuți în SUA, începând cu 2005, Yohanna a înregistrat și a creat, alături de compozitorul britanic Lee Horrocks și inginerul de sunet Thomas Yezzi, cântece pentru albumul său de debut internațional. În paralel a interpretat și câteva roluri pe scena teatrului Broadway.
În prima parte a anului 2008, cântăreața s-a reîntors în țara sa natală, Danemarca, pentru a-și perfecționa stilul interpretativ. La scurt timp i s-a lansat pe piață primul album de studio realizat ca adult. Materialul discografic, intitulat Butterflies and Elvis, a fost bine primit de publicul islandez, fiind promovat de compania Sound Factory prin intermediul unei serii de concerte susținute în Reykjavik. 
Albumul Butterflies and Elvis conține treisprezece cântece cu influențe din muzica pop, muzica clasică și muzica de operă. Piesa „I Miss You” a beneficiat de un videoclip și de promovare adiacentă albumului.
Ulterior, Yohanna a susținut un concert alături de Orchestra Simfonică Islandeză; toate biletele disponibile au fost vândute, iar spectacolul a fost transmis în direct de televiziunea islandeză.

### Participarea la Eurovision și succesul european (2009)

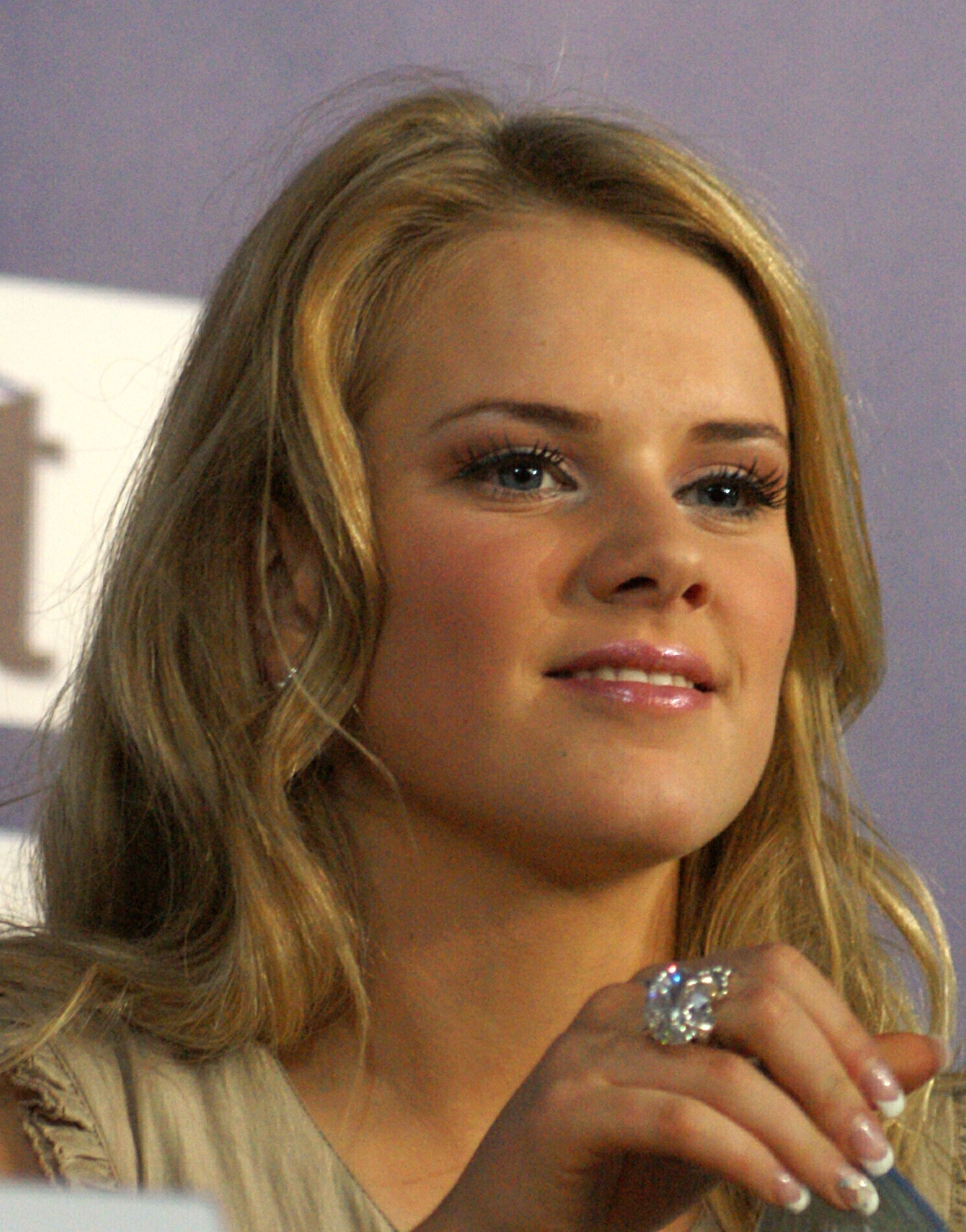
Yohanna la Eurovision 2009

La finalul anului 2008, Yohanna s-a întâlnit în repetate rânduri cu compozitorul și producătorul de origine islandeză Óskar Páll Sveinsson, care i-a oferit șansa de a interpreta piesa „Is It True?”. Cântăreața a acceptat oferta, și în prima parte a anului 2009, cântecul a fost înscris oficial în concursul Söngvakeppni Sjónvarpsins. La data de 14 februarie, cu 19.076 voturi primite din partea publicului, aproape de două ori mai multe decât interpretul de pe locul doi, Ingó, Yohanna a câștigat competiția și a devenit reprezentanta Islandei la Concursul Muzical Eurovision 2009.
Turneul de promovare a fost compus dintr-o serie de mini-concerte în orașe europene mari, precum Londra sau Amsterdam, unde Yohanna s-a întâlnit cu câțiva dintre ceilalți participanți la Eurovision, printre ei aflându-se Nelly Ciobanu, Lidia Kopania, Susanne Georgi sau Kejsi Tola. Cântecul „Is It True?”, extras pe disc single, a beneficiat de un videoclip și de promovare masivă în Islanda, unde a devenit cea mai difuzată piesă la posturile de radio. Piesa a fost reorchestrată, fiind introduse pasaje interpretative noi.
Întrucât la Concursul Muzical Eurovision 2008 Islanda ocupase locul paisprezece în clasamentul general al competiției (cu piesa „This Is My Life” interpretată de formația Eurobandið), Yohanna nu a fost calificată direct în finală, fiind nevoită să concureze mai întâi în prima semifinală a concursului de la Moscova, desfășurată pe data de 12 mai. Câștigând primul loc în semifinală, cu 174 de puncte acumulate, interpreta s-a calificat în finala ce a avut loc pe 16 mai în Olympisky Arena. Marea finală a fost câștigată de Alexander Rybak, reprezentând Norvegia, cu „Fairytale”, Yohanna obținând locul secund, cu un total de 218 puncte. Aceasta a fost cea mai bună clasare a Islandei în cadrul concursului Eurovision, după ediția din 1999, când Selma Björnsdóttir s-a clasat pe același loc 2 cu piesa „All Out of Luck”. În finala concursului, Yohanna a fost susținută scenic de grupul de muzicieni islandezi format din Friðrik Ómar, Erna Hrönn Ólafsdóttir și Hera Björk. Piesa „Is It True?” a fost reînregistrată în limbile rusă, franceză, germană și spaniolă, ocupând poziții superioare în clasamentele de specialitate din Europa.

### Albumul „Butterflies and Elvis” și preselecțiile Eurovision Islanda  (2009—prezent)
Albumul Butterflies and Elvis a fost lansat în vara anului 2009 în Uniunea Europeană, conținând ca piesă bonus șlagărul „Is It True?”. Discul s-a bucurat de succes notabil în clasamentele de specialitate din Suedia, unde a ocupat poziția cu numărul nouăsprezece. Pe parcursul stagiunii 2009-2010 interpreta a susținut o serie de concerte în Europa pentru a promova materialul Butterflies and Elvis; concomitent ea a participat la câteva recitaluri caritabile, profiturile obținute în urma acestora fiind donate copiilor bolnavi de cancer. La începutul anului 2011 Yohanna și-a anunțat înscrierea în preselecțiile pentru desemnarea reprezentantului Islandei la Concursul Muzical Eurovision 2011. Participând cu balada „Nótt”, interpreta nu a câștigat competiția, învingătoare fiind formația Sjónni's Friends. Totuși, versiunea în limba engleză a piesei — „Slow Down” — a fost lansată pe disc single în Europa, iar Yohanna a început înregistrările celui de-al doilea album de studio internațional. La 13 decembrie 2012 lansează piesa de Crăciun „Coming Home”.
Yohanna a participat din nou la preselecțiile Eurovision din Islanda în 2013. Ea a interpretat în prima semi-finală cântecul "Þú" (română Tu, cu versurile scrise de Davíð Sigurgeirsson, dar nu a reușit să se califice în finala preselecției. În același an a fost nominalizată la premiile Íslensku tónlistarverðlaunin 2013. La 1 decembrie 2014 Yohanna a participat la „Jólatónleikar Fíladelfíu 2014”, care a avut loc la Reykjavík, unde a interpretat mai multe piese, printre care Hjartað lyfter mér hærra (alături de Eyþór), o variantă proprie a Note to God a lui JoJo, și alte piese de Crăciun precum Ó helga nótt, Hjartað lyftir mér hærra și Joy to the world. La 13 decembrie interpretează mai multe melodii și la „Jólagestir Björgvins 2014”.
În 2015 a lansat piesa „Find a better man”, alături de formația ROK, în care se evidențiază importanța sincerității în relațiile dintre oamenii care se confruntă cu probleme pentru care trebuie luate cele mai bune decizii. Videoclipul piesei a fost lansat pe 8 februarie și a fost regizat de Georg Erlingsson Merri. Este prima piesă a Yohannei în doi ani, după piesa country „Mamma þarf að djamma”.

## Simțul artistic

### Imaginea publică

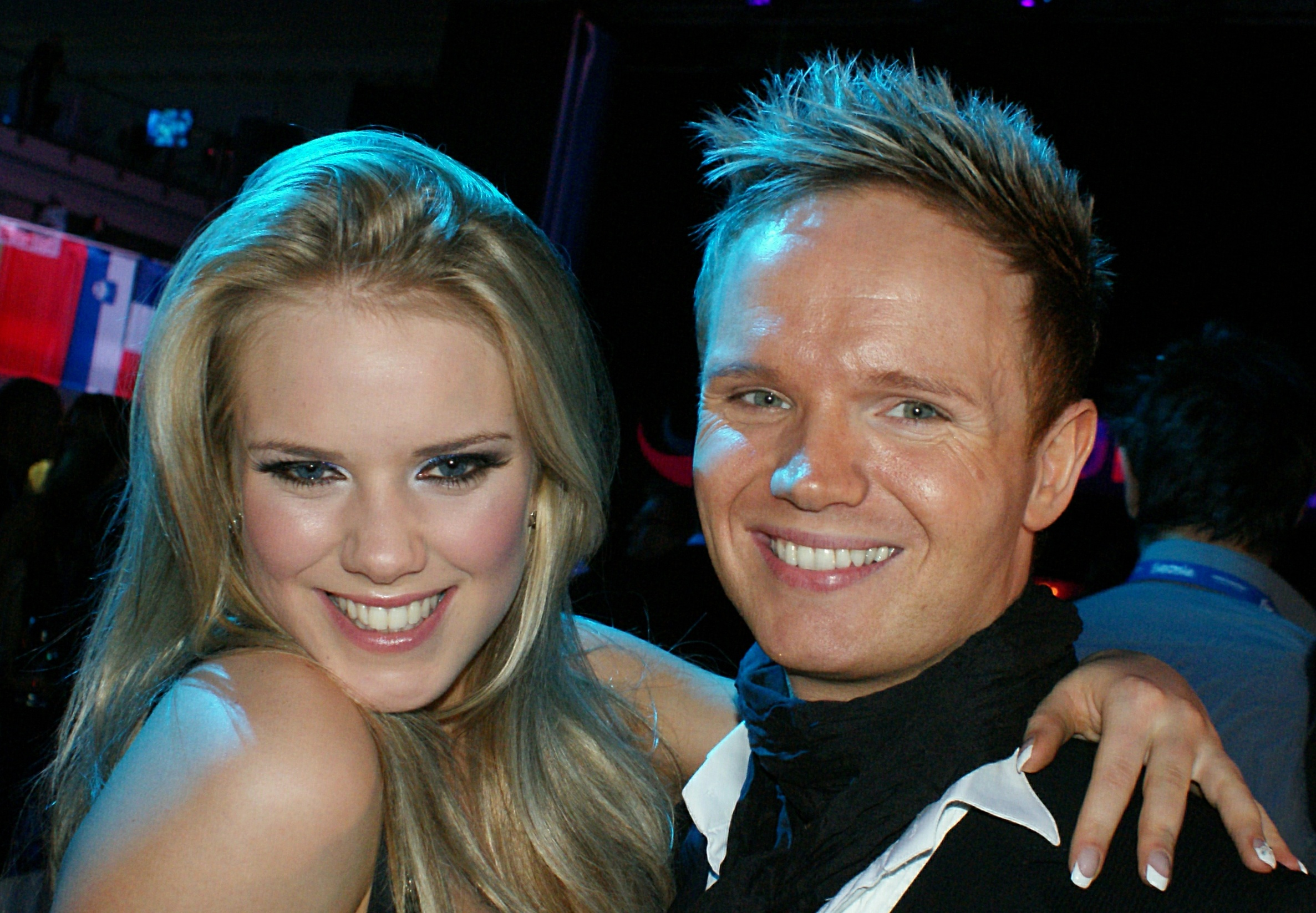
Yohanna și participantul Islandei la Eurovision 2008, Friðrik Ómar

Încă din copilărie, Yohanna a fost o mică vedetă în țara sa adoptivă, Islanda, datorită succesului obținut prin intermediul celor trei materiale discografice lansate, care au primit în mod repetat discul de platină la nivel național. La vârsta de treisprezece ani, când interpreta a semnat un contract de promovare cu Tommy Motolla, reprezentantul casei de înregistrări Sony BMG, ea a fost nevoită să se mute în SUA pentru a-și putea dezvolta abilitățile vocale. Astfel, cântăreața a intrat pentru o perioadă de trei ani într-un con de umbră, revenirea sa în atenția publicului fiind susținută de lansarea albumului Butterflies and Elvis (2008).
| „Is It True?” |
| |
| Balada „Is It True?” conține pasaje interpretate în registrul acut, dezvăluind profilul vocal de soprană al Yohannei. |

Prestația cântăreței la concursul Eurovision a impresionat publicul din România, care i-a acordat un total de 10 puncte în marea finală, compozitorul român Laurențiu Duță declarând că, din punctul său de vedere, Yohanna este adevărata câștigătoare a concursului.
Comentatorul BBC Graham Norton a criticat vestimentația cântăreței, referindu-se astfel la rochia albastră purtată de aceasta în semifinală și în finala concursului Eurovision: „probabil a căutat printr-un dulap învechit o costumație și tot ceea ce a găsit a fost această rochie de domnișoară de onoare din anul 1987”.

### Stilul muzical și abilitățile vocale
Yohanna a manifestat de mică înclinații muzicale, începând să cânte chiar înainte de a învăța să vorbească. A început să studieze încă din copilărie diferite genuri muzicale în cadrul școlii de teorie muzicală pentru copii condusă de María Björk, fiind considerată un copil supradotat. În adolescență, cântăreața a exersat diferite procedee vocale alături de diferiți instructori, producători și compozitori din New York și Los Angeles. În prezent, ea este studentă la Academia Islandeză de Muzică și Artă Dramatică din Reykjavík.
Sonoritățile de pe albumul Butterflies and Elvis au stârnit interesul criticii muzicale din Islanda. Site-ul IceNews apreciază discul datorită „vibrațiilor” pe care le emană și remarcă „o combinație interesantă între muzica pop clasică și vocea frapantă” a Yohannei.
Compozitorul britanic Lee Horrocks, care deține drepturile de autor împreună cu Yohanna asupra albumului său de debut, a confirmat faptul că vocea interpretei este de o unicitate nemaiîntâlnită, numindu-i glasul „foarte pur, foarte original”.
Veteranul inginer de sunet Thomas Yezzi o descrie drept „o fată islandeză caucaziană care are sufletul și pasiunea unei femei creole în vârstă de cincizeci de ani. Este pur și simplu uimitoare.”
Prima sa profesoară de canto, María Björk, a comentat astfel calitățile interpretei: „Yohanna are o voce incredibilă; acest lucru poate fi remarcat foarte rapid. Totuși, abilitatea care o face să fie deosebită, mai ales pentru vârsta sa fragedă, este controlul vocal complet pe care îl posedă. Poate face orice.”

## Discografie

### Albume de studio
- Jóhanna Guðrún 9 (2000)[52]
- Ég Sjálf (2001)[52]
- Jól Með Jóhönnu (2003)[52]
- Butterflies and Elvis (2008)

### Discuri single
- „I Miss You” (2009)
- „Is It True?” (2009)
- „Nótt”/„Slow Down” (2011)
- „Really Over” (2011)
- „Indian Rope Trick” (2012)
- „Coming Home” (2012)
- „Þú” (You) (2013)
- „Mamma þarf að djamma” (cu Baggalútur)[53] (2013)
- „Find a Better Man” (cu ROK) (2015)
- „Revolving Doors” (2016)

### Videoclipuri
- „I Miss You” (2009)
- „Is It True?” (2009)

## Premii și realizări
| Anul | Concursul | Premiul/Etapa                      | Rezultat | Note   |
| ---- | --- | ---------------------------------- | -------- | ------ |
| 2009 | Concursul Söngvakeppni Sjónvarpsins (preselecția națională pentru Eurovision organizată de Televiziunea Islandeză) | Reprezentarea Islandei la CME 2009 | Câștigat | [ 3 ]  |
| 2009 | Concursul Muzical Eurovision 2009                                                                                  | Semifinala 1                       | Câștigat | [ 25 ] |
| 2009 | Concursul Muzical Eurovision 2009                                                                                  | Finala                             | Locul 2  | [ 28 ] |
| 2009 | Premiile ESC Radio                                                                                                 | Cel mai bun cântec („Is It True?”) | Locul 2  | [ 54 ] |
| 2009 | Premiile ESC Radio                                                                                                 | Cea mai bună interpretă            | Câștigat | [ 54 ] |